# Pressió estàtica

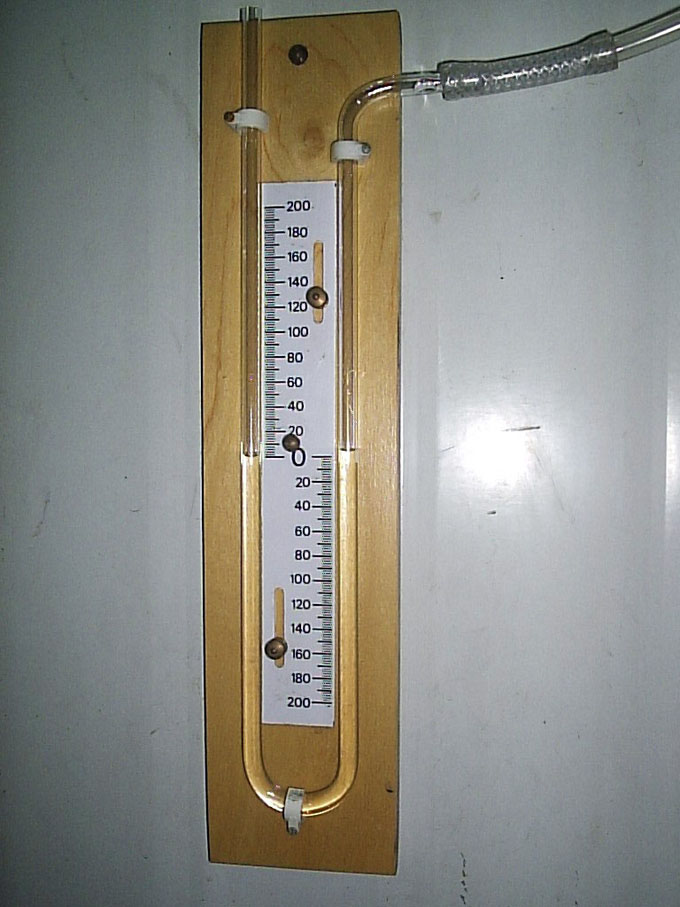
Manòmetre diferencial d'inspecció que compara diferència de pressions estàtiques entre dues càmeres graduat en mil·límetre columna d'aigua.

La pressió estàtica és la que té un fluid, independentment de si hi ha flux o no, i que es pot mesurar mitjançant la utilització de tubs piezomètrics. La pressió total que exerceix un fluid -bé sigui gasós o líquid- es defineix com la suma de la pressió estàtica i la pressió dinàmica:
{\displaystyle P_{0}=\ P_{s}+\ P_{d}\,}
on:
{\displaystyle P_{0}} és la pressió total en pascals
{\displaystyle P_{s}} és la pressió estàtica en pascals
{\displaystyle P_{d}} és la pressió dinàmica en pascals

D'aquesta manera, qualsevol pressió exercida per un fluid no exercida pel seu moviment o velocitat és anomenada pressió estàtica del fluid.
Per a fluids en repòs (estàtics) la pressió dinàmica és nul·la i, per tant, la pressió estàtica és igual a la pressió total. Mentre que la pressió dinàmica actua únicament en la direcció del flux, la pressió estàtica actua per igual en totes les direccions i sempre en angle recte amb totes les superfícies que continguin el fluid.